# Teppo Numminen
Teppo Kalevi Numminen (* 3. července 1968 v Tampere) je bývalý finský hokejový obránce, trenér a skaut.

## Hokejová kariéra
S hokejem začínal ve finském týmu Tappara, za který nastoupil i v seniorské kategorii. Během tří sezón (1985/88) se stal třikrát s týmem mistrem ligy. V roce 1986 byl draftován dnes již bývalým klubem NHL Winnipeg Jets, byl vybrán ve druhém kole z devětadvacátého místa. Jelikož zůstal ve vlasti, mohl si zahrát ve finské reprezentaci, do které byl nominován a zahrál si tak na mistrovství světa juniorů i mistrovství světa dospělých, na kanadském poháru a na zimních olympijských hrách. V roce 1988 se přestěhoval do Kanady, kde se připojil k týmu Winnipeg Jets. Během výluky NHL v sezóně 1994/95 hrál ve finském klubu TuTo Hockey, za který odehrál dvanáct zápasů. Po skončení výluky se vrátil zpět do Winnipegu. V roce 1996 se klub dostal do finančních problémů a tak se klub stěhoval. Tím vznikl nový tým Phoenix Coyotes.
V Coyotes se stal hned klíčovým hráčem, třikrát se zúčastnil NHL All-Star Game a dodnes je nejproduktivnějším obráncem Coyotes. V sezóně 2001/02 a 2002/03 se stal kapitánem týmu. 22. července 2003 byl vyměněn do týmu Dallas Stars za kanadského útočníka Mikea Sillingerera . V Dallasu strávil pouhý jeden rok, v roce 2004 se zjistili první příznaky srdečních problémech . Během další výluky v NHL 2004/05 nikde nehrál. 23. srpna 2005 podepsal smlouvu s klubem Buffalo Sabres jako volný hráč. V létě 2006 musel podstoupit operaci kvůli srdeční arytmii . V průběhu sezóny 2006/07 překonal rekord krajana Jariho Kurriho, v počtu odehraných zápasů ligy NHL jako Evropan. 5. července 2007 prodloužil smlouvu s Buffalem na následující sezónu.
Při začátku sezóny 2007/08 měl opět zdravotní problémy se srdcem a musel na operaci. Po operaci vynechal celou část sezóny. V listopadu podal stížnost na klub Buffalo kvůli suspendaci z počátku sezóny. Buffalo ho na podzim vyškrtlo z výplatní listiny, protože kvůli srdečním problémům neprošel vstupními fyzickými testy . Jediný zápas si zahrál v závěru základní části. Po zdravotních problémech se s vedením dohodl na další roční smlouvě v hodnotě 1,1 mil. dolarů . V poslední sezóně 2008/09 své hráčské kariéry odehrál padesát devět zápasů v základní části, do playoff se tým neprobojoval. 5. srpna 2009 ukončil hráčskou kariéru . V sezóně 2009/10 překonal jeho rekord (počet odehraných zápasů ligy NHL jako Evropan) Švéd Nicklas Lidström.
Po ukončení hráčské kariéry pracoval jako skaut pro finskou reprezentaci v letech 2009-2011. V roce 2011 se vrátil do organizace Buffalo Sabres na pozici asistenta hlavního trenéra. Jako asistent v Buffalu působil tři roky. Do finské reprezentace se vrátil na světový pohár v roce 2016 na pozici asistenta hlavního trenéra.

## Zajímavosti
Od dětství trpí problémy se srdcem, zaznamenal to i v hokeji. Kvůli dlouhotrvajícím problémům musel podstoupit několik operací, aby se mohl vrátit zpět na ledovou plochu.

## Ocenění a úspěchy
- 1988 SM-l - Nejlepší střelec v playoff mezi obránci
- 1988 SM-l - Nejlepší nahrávač v playoff mezi obránci
- 1988 SM-l - Nejproduktivnější hráč v playoff mezi obránci
- 1988 MSJ - All-Star Tým
- 1988 MSJ - Nejlepší obránce
- 1997 MS - All-Star Tým
- 1999 NHL - All-Star Game
- 2000 NHL - All-Star Game
- 2001 NHL - All-Star Game
- 2007 NHL - Nejlepší obránce v pobytu na ledě +/- v playoff
- 2012 Síň slávy IIHF
- na jeho počet bylo vyřazeno číslo #27 ve Phoenix Coyotes

## Prvenství
- Debut v NHL - 6. října 1988 (Vancouver Canucks proti Winnipeg Jets)
- První gól v NHL - 6. října 1988 (Vancouver Canucks proti Winnipeg Jets, kanadskému brankáři Kirk McLean)
- První asistence v NHL - 30. října 1988 (Winnipeg Jets proti Los Angeles Kings)

## Rekordy
Klubové rekordy Phoenix Coyotes
- Celkový počet odehraných zápasů na pozici obránce (551)
- Celkový počet vstřelených branek na pozici obránce v playoff (6)
- Celkový počet vstřelených branek v přesilové hře na pozici obránce v playoff (3)

## Klubové statistiky
| Sezona        | Klub            | Soutěž        | Základní část | Základní část | Základní část | Základní část | Základní část | Základní část | Play off | Play off | Play off | Play off | Play off | Play off |
| Sezona        | Klub            | Soutěž        | Z             | G             | A             | B             | +/-           | TM            | Z        | G        | A        | B        | +/-      | TM       |
| ------------- | --------------- | ------------- | ------------- | ------------- | ------------- | ------------- | ------------- | ------------- | -------- | -------- | -------- | -------- | -------- | -------- |
| 1984/1985     | Whitby Lawmen   | OJHL          | 16            | 3             | 9             | 12            | —             | 0             | —        | —        | —        | —        | —        | —        |
| 1985/1986     | Tappara         | SM-s 20       | 2             | 0             | 0             | 0             | —             | 0             | 3        | 0        | 1        | 1        | —        | 2        |
| 1985/1986     | Tappara         | SM-l          | 31            | 2             | 4             | 6             | —             | 6             | 8        | 0        | 0        | 0        | —        | 0        |
| 1986/1987     | Tappara         | SM-l          | 44            | 9             | 9             | 18            | —             | 16            | 9        | 4        | 1        | 5        | —        | 4        |
| 1987/1988     | Tappara         | SM-l          | 40            | 10            | 10            | 20            | —             | 29            | 10       | 6        | 6        | 12       | —        | 6        |
| 1988/1989     | Winnipeg Jets   | NHL           | 69            | 1             | 14            | 15            | -11           | 36            | —        | —        | —        | —        | —        | —        |
| 1989/1990     | Winnipeg Jets   | NHL           | 79            | 11            | 32            | 43            | -4            | 20            | 7        | 1        | 2        | 3        | +1       | 10       |
| 1990/1991     | Winnipeg Jets   | NHL           | 80            | 8             | 25            | 33            | -15           | 20            | —        | —        | —        | —        | —        | —        |
| 1991/1992     | Winnipeg Jets   | NHL           | 80            | 5             | 34            | 39            | +15           | 32            | 7        | 0        | 0        | 0        | -3       | 0        |
| 1992/1993     | Winnipeg Jets   | NHL           | 66            | 7             | 30            | 37            | +4            | 33            | 6        | 1        | 1        | 2        | -4       | 2        |
| 1993/1994     | Winnipeg Jets   | NHL           | 57            | 5             | 18            | 23            | -23           | 28            | —        | —        | —        | —        | —        | —        |
| 1994/1995     | Winnipeg Jets   | NHL           | 42            | 5             | 16            | 21            | +12           | 16            | —        | —        | —        | —        | —        | —        |
| 1994/1995     | TuTo Hockey     | SM-l          | 12            | 3             | 8             | 11            | —             | 4             | —        | —        | —        | —        | —        | —        |
| 1995/1996     | Winnipeg Jets   | NHL           | 74            | 11            | 43            | 54            | -4            | 22            | 6        | 0        | 0        | 0        | -3       | 2        |
| 1996/1997     | Phoenix Coyotes | NHL           | 82            | 2             | 25            | 27            | -3            | 28            | 7        | 3        | 3        | 6        | +3       | 0        |
| 1997/1998     | Phoenix Coyotes | NHL           | 82            | 11            | 40            | 51            | +25           | 30            | 1        | 0        | 0        | 0        | 0        | 0        |
| 1998/1999     | Phoenix Coyotes | NHL           | 82            | 10            | 30            | 40            | +3            | 30            | 7        | 2        | 1        | 3        | -5       | 4        |
| 1999/2000     | Phoenix Coyotes | NHL           | 79            | 8             | 34            | 42            | +21           | 16            | 5        | 1        | 1        | 2        | +1       | 0        |
| 2000/2001     | Phoenix Coyotes | NHL           | 72            | 5             | 26            | 31            | +9            | 36            | —        | —        | —        | —        | —        | —        |
| 2001/2002     | Phoenix Coyotes | NHL           | 76            | 13            | 35            | 48            | +13           | 20            | 4        | 0        | 0        | 0        | 0        | 2        |
| 2002/2003     | Phoenix Coyotes | NHL           | 78            | 6             | 24            | 30            | 0             | 30            | —        | —        | —        | —        | —        | —        |
| 2003/2004     | Dallas Stars    | NHL           | 62            | 3             | 14            | 17            | -5            | 18            | 4        | 0        | 1        | 1        | -1       | 0        |
| 2005/2006     | Buffalo Sabres  | NHL           | 75            | 2             | 38            | 40            | +6            | 36            | 12       | 1        | 1        | 2        | +3       | 4        |
| 2006/2007     | Buffalo Sabres  | NHL           | 79            | 2             | 27            | 29            | +17           | 32            | 16       | 0        | 4        | 4        | +10      | 4        |
| 2007/2008     | Buffalo Sabres  | NHL           | 1             | 0             | 0             | 0             | 0             | 0             | —        | —        | —        | —        | —        | —        |
| 2008/2009     | Buffalo Sabres  | NHL           | 57            | 2             | 15            | 17            | -4            | 22            | —        | —        | —        | —        | —        | —        |
| Celkem v NHL  | Celkem v NHL    | Celkem v NHL  | 1372          | 117           | 520           | 637           | +56           | 513           | 82       | 9        | 14       | 23       | +2       | 28       |
| Celkem v SM-l | Celkem v SM-l   | Celkem v SM-l | 127           | 24            | 31            | 55            | —             | 55            | 27       | 10       | 7        | 17       | —        | 10       |

## Reprezentace
| Rok            | Tým            | Soutěž         | Z  | G | A | B  | TM |
| -------------- | -------------- | -------------- | -- | - | - | -- | -- |
| 1986           | Finsko 18      | MEJ            | 5  | 3 | 2 | 5  | 8  |
| 1987           | Finsko         | KP             | 4  | 1 | 0 | 1  | 2  |
| 1987           | Finsko         | MS             | 10 | 5 | 0 | 5  | 4  |
| 1988           | Finsko 20      | MSJ            | 7  | 5 | 2 | 7  | 4  |
| 1988           | Finsko         | OH             | 6  | 1 | 4 | 5  | 0  |
| 1991           | Finsko         | KP             | 6  | 1 | 1 | 2  | 2  |
| 1991           | Finsko         | MS             | 10 | 1 | 3 | 4  | 10 |
| 1996           | Finsko         | SP             | 2  | 0 | 0 | 0  | 0  |
| 1996           | Finsko         | MS             | 1  | 0 | 1 | 1  | 2  |
| 1997           | Finsko         | MS             | 5  | 2 | 2 | 4  | 6  |
| 1998           | Finsko         | OH             | 6  | 1 | 1 | 2  | 2  |
| 2002           | Finsko         | OH             | 4  | 0 | 1 | 1  | 0  |
| 2004           | Finsko         | SP             | 6  | 0 | 2 | 2  | 0  |
| 2006           | Finsko         | OH             | 8  | 1 | 2 | 3  | 2  |
| Celkem v MS    | Celkem v MS    | Celkem v MS    | 26 | 8 | 6 | 14 | 22 |
| Celkem v KP/SP | Celkem v KP/SP | Celkem v KP/SP | 18 | 2 | 3 | 5  | 4  |
| Celkem v OH    | Celkem v OH    | Celkem v OH    | 24 | 3 | 8 | 11 | 4  |